# 4079-es busz
A 4079-es jelzésű autóbuszvonal Kazincbarcika és Aggtelek között húzódó helyközi vonal, amelyet a Volánbusz Zrt. üzemeltet Ragály és Imola érintésével.

## Útvonala
Kazincbarcika Szent Flórián térről indul. A 2609-es mellékúton hagyja el a várost, keresztezi a 92-es vasútvonalat. Első település Múcsony, melyet a vele összenőtt Szuhakálló követ. A vonal 7. kilométerén Kurityánba hajt be, a 3 kilométer hosszúságú község szomszédja Felsőnyárád. Itt válik el a 4070-es vonaltól, északi irányban hajt tovább. Felsőkelecsényt súrolja, innentől számított 2 percen belül Zubogy iskolája felé vezető úton szolgálja ki a községet. A következő falunak, Ragálynak az iskoláját is felkeresi, a vonalon kívül a 3774-es buszok fordulnak meg itt. A tömegközlekedésileg zsákfalu, Imola érintett, aztán Trizs következik, majd a szlovák határ mellett fekvő Aggteleken, a Baradla barlangjáról híres településen végállomásozik.
Ellentétes irányban nem közlekedik (ugyanilyen szerény adottságokkal rendelkező vonala ellentétes irányban: 4078-as busz).

## Közlekedése
Tanítási napokon egyetlen indítás történik a járásközpontból a szlovák határ menti faluba. Eltérő számozása a kitérés végett történt egykoron.
| Viszonylat                                            | Indításszám | Közlekedési rend |
| ----------------------------------------------------- | ----------- | ---------------- |
| Kazincbarcika, Szent Flórián tér ➝ Aggtelek, aut. vt. | 1 oda       | tanítási napokon |

## Megállóhelyei
| 0  | Kazincbarcika, Szent Flórián tér autóbusz-váróterem végállomás | 0.0 km  | 1054, 1369, 1384, 1410, 1411 3756, 3763, 3764, 3765, 3766, 3767, 3769, 3770, 3772, 3773, 4040, 4041, 4043, 4044, 4045, 4046, 4047, 4048, 4050, 4052, 4058, 4059, 4061, 4063, 4065, 4066, 4067, 4069, 4070, 4075, 4080, 4081, 4082, 4083, 4084, 4194 |
| 1  | Kazincbarcika, VGV telep                                       | 0.7 km  | 3769, 3772, 4040, 4041, 4043, 4044, 4069, 4070, 4075, 4078, 4080, 4081, 4082, 4083, 4084 személyvonat – Kazincbarcika alsó [92.] |
| 2  | Szeles IV. akna                                                | 2.3 km  | 3772, 4040, 4041, 4043, 4044, 4069, 4070, 4075, 4078, 4080, 4081, 4082, 4083, 4084 |
| 3  | Múcsony, kazincbarcikai elágazás                               | 3.8 km  | 3769, 3772, 4040, 4041, 4043, 4044, 4069, 4070, 4075, 4078, 4080, 4081, 4082, 4083, 4084 |
| 4  | Múcsony (Alberttelep), kultúrház                               | 4.6 km  | 3769, 3774, 4069, 4070, 4075, 4078, 4080, 4081, 4082, 4083, 4084, 4095 |
| 5  | Szuhakálló-Múcsony vasútállomás bejárati út                    | 5.1 km  | 1054 3774, 4069, 4070, 4075, 4078 |
| 6  | Winterbánya                                                    | 6.2 km  | 3774, 4070, 4075, 4078 |
| 7  | Kurityán, újtelep                                              | 7.3 km  | 3774, 4070, 4075, 4078 |
| 8  | Kurityán, autóbusz-váróterem                                   | 7.9 km  | 3774, 4070, 4075, 4078 |
| 9  | Kurityán, habselyemgyár                                        | 8.6 km  | 4070, 4075, 4078 |
| 10 | Kurityán, egészségház                                          | 9.0 km  | 3774, 4070, 4075, 4078 |
| 11 | Kurityán, községháza                                           | 9.7 km  | 1054 3774, 4070, 4075, 4078 |
| 12 | Kurityán, fűszerbolt                                           | 10.3 km | 3774, 4070, 4075, 4078 |
| 13 | Felsőnyárád, dövényi elágazás                                  | 12.0 km | 1054 3774, 4070, 4075, 4078 |
| 14 | Felsőnyárád, iskola                                            | 12.3 km | 3774, 4070, 4075, 4078, 4188 |
| 15 | Felsőnyárád, autóbusz-váróterem                                | 12.9 km | 3774, 4070, 4075, 4078, 4188 |
| 16 | Felsőkelecsény bejárati út                                     | 15.9 km | 1054 3774, 4075, 4078, 4188 |
| 17 | Felsőkelecsény, állami gazdaság                                | 16.3 km | 3774, 4075, 4078, 4188 |
| 18 | Zubogy bejárati út                                             | 17.6 km | 3774, 4075, 4188 |
| 19 | Zubogy, iskola                                                 | 18.7 km | 4075, 4078, 4188 |
| 20 | Zubogy, posta                                                  | 19.1 km | 1054 3774, 4075, 4078, 4188 |
| 21 | Csemetekert                                                    | 21.0 km | 3774, 4075, 4078 |
| 22 | Nyolcrendestanya                                               | 22.1 km | 3774, 4075, 4078 |
| 23 | Ragály, Kossuth utca 89.                                       | 23.1 km | 3774, 4075, 4078 |
| 24 | Ragály, autóbusz-forduló                                       | 23.7 km | 1034, 1054 3774, 4075, 4078, 4104, 4140 |
| 25 | Imola, községháza                                              | 28.7 km | 3774, 4075, 4078 |
| 26 | Ragály, iskola                                                 | 33.7 km | 3774 |
| 27 | Ragály, autóbusz-forduló                                       | 34.2 km | 1034, 1054 3774, 4075, 4078, 4104, 4140 |
| 28 | Trizs, alsó                                                    | 37.1 km | 4075, 4078, 4104, 4140 |
| 29 | Trizs, községháza                                              | 37.5 km | 1034, 1054 4075, 4078, 4104, 4140 |
| 30 | Aggtelek, Kossuth utca barlang bejárati út                     | 43.5 km | 1034, 1054 4075, 4078, 4081, 4104, 4125, 4140 |
| 31 | Aggtelek, iskola                                               | 43.8 km | 4125 |
| 32 | Aggtelek, autóbusz-váróterem végállomás                        | 44.1 km | 1034, 1054 4078, 4081, 4104, 4125, 4140 |